# أنورادها أشاريا
أنورادها أشاريا (بالهندية: अनुराधा आचार्य؛ بالإنجليزية: Anuradha Acharya) هي مهندسة هندية، ولدت في 1972 في بيكانر في الهند.